# Mónica Heredia
Ibeth Mónica Heredia Fárez (ur. 10 maja 1991) – ekwadorska judoczka.
Zdobyła trzy medale na mistrzostwach panamerykańskich w latach 2010 - 2015. Trzecia na igrzyskach Ameryki Południowej w 2010. Brązowa medalistka igrzysk boliwaryjskich w 2009 i 2013 roku. Zdobyła dwa medale mistrzostw Ameryki Południowej.